# Oliver Miller
Oliver J. Miller (Fort Worth, Texas, 6 de abril de 1970-12 de marzo de 2025) fue un jugador de baloncesto estadounidense que disputó nueve temporadas en la NBA y varias más en otras ligas. Con 2,06 metros de altura, jugaba en la posición de pívot. Apodado «The Big O», fue conocido por los problemas de sobrepeso que arrastró durante toda su carrera deportiva, y que tristemente lastraron su trayectoria.

## Trayectoria deportiva

### Universidad
Miller asistió a la Universidad de Arkansas, jugando cuatro temporadas para los Razorbacks en la División I de la NCAA. Se destacó actuando para ese equipo, siendo en 2016 agregado al Salón de Honor Deportivo de Arkansas.

### Profesional
Se presentó al Draft de la NBA de 1992, siendo seleccionado por los Phoenix Suns en la primera ronda. Allí jugaría sus primeras dos temporadas como profesional, buscando adaptarse físicamente a la competición. Permaneció en la liga hasta 1998, rotando por equipos como los Detroit Pistons, los Toronto Raptors y los Dallas Mavericks.
Dejó su país para jugar en el Iraklio Creta de la A1 Ethniki de Grecia. Sin embargo en febrero de 1999 regresó a los Estados Unidos, contratado por los Sacramento Kings. Jugó solamente 4 partidos con el equipo.
Miller jugaría una temporada más en la NBA como integrante de los Phoenix Suns. Luego de ello se uniría a los Harlem Globetrotters, participando de algunas fechas del World Tour 2000 antes de incorporarse al Znic Pruszków de la Polska Liga Koszykówki. Culminada la temporada en Europa, regresó al mítico equipo para sumarse a otras figuras como Kareem Reid, Donnie Boyce, Chris Morris y Keith Closs, con los que recorrió varias ciudades estadounidenses desafiando a equipos locales en lugar de enfrentar a los Washington Generals o equipos similares.
Buscando recuperar el ritmo para regresar a la NBA, en 2002 firmó un contrato para jugar con el equipo italiano Pallacanestro Roseto, empero el trato quedó cancelado poco después y Miller optó por participar de las ligas menores estadounidenses. Jugó así sucesivamente con los Southern California Surf de la ABA, los Gary Steelheads de la CBA y los Dodge City Legend de la USBL; incluso también participó de la Southern California Summer Pro League, torneo de pretemporada en el cual suelen intervenir jugadores activos y retirados de la NBA. Todo ello llevó a que los Indiana Pacers lo invitaran a un campo de entrenamiento. Sin embargo no consiguió un contrato con el equipo, por lo que retornó a los Gary Steelheads y disputó la temporada 2002-03 de la CBA.
En 2003 dejó nuevamente Estados Unidos para actuar en ligas profesionales de Puerto Rico y China. Al retornar a su país se unió a los Dakota Wizards de la CBA, pero abandonó al equipo en diciembre de ese año para unirse a los Minnesota Timberwolves, concretando así su tan deseado regreso a la NBA. Tuvo la misión de sustituir al lesionado Michael Olowokandi.
Al culminar la temporada, no recibió ofertas en la NBA, por lo que volvió a jugar en equipos de la CBA y de la ABA. Se retiró en el verano de 2005, pero en septiembre de 2006 volvió a la acción para desempeñarse como jugador-entrenador de los Arkansas Rivercatz de la ABA.
En 2010, luego de tres años sin jugar a nivel competitivo, se unió a los Lawton-Fort Sill Cavalry de la PBL, a quienes guio hasta la final por el título (la cual su equipo ganó pero él no pudo disputar a causa de una suspensión que recibió por confrontar contra los aficionados).

## Estadísticas de su carrera en la NBA
|  | Líder de la liga |

### Temporada regular
| Año     | Equipo     | PJ  | PT  | MPP  | %TC  | %3P  | %TL  | RPP | APP | ROB | TPP | PPP  |
| ------- | ---------- | --- | --- | ---- | ---- | ---- | ---- | --- | --- | --- | --- | ---- |
| 1992-93 | Phoenix    | 56  | 1   | 19.1 | .475 | .000 | .710 | 4.9 | 2.1 | .7  | 1.8 | 5.6  |
| 1993-94 | Phoenix    | 69  | 30  | 25.9 | .609 | .222 | .584 | 6.9 | 3.5 | 1.2 | 2.3 | 9.2  |
| 1994-95 | Detroit    | 64  | 22  | 24.3 | .555 | .231 | .629 | 7.4 | 1.5 | .9  | 1.8 | 8.5  |
| 1995-96 | Toronto    | 76  | 72  | 33.1 | .526 | .000 | .661 | 7.4 | 2.9 | 1.4 | 1.9 | 12.9 |
| 1996-97 | Dallas     | 42  | 0   | 19.9 | .494 | .000 | .528 | 5.5 | 1.4 | .8  | 1.2 | 4.3  |
| 1996-97 | Toronto    | 19  | 8   | 16.6 | .560 | .000 | .769 | 3.8 | 1.5 | .7  | .7  | 6.0  |
| 1997-98 | Toronto    | 64  | 53  | 25.4 | .461 | .000 | .604 | 6.3 | 3.1 | .9  | 1.1 | 6.3  |
| 1998-99 | Sacramento | 4   | 0   | 8.8  | .455 | —    | —    | 2.0 | .0  | .0  | .5  | 2.5  |
| 1999-00 | Phoenix    | 51  | 9   | 21.3 | .588 | —    | .671 | 5.1 | 1.3 | .8  | 1.6 | 6.3  |
| 2003-04 | Minnesota  | 48  | 1   | 10.5 | .530 | .000 | .652 | 2.7 | .8  | .4  | .5  | 2.5  |
| Total   | Total      | 493 | 196 | 23.0 | .534 | .116 | .639 | 5.9 | 2.2 | .9  | 1.5 | 7.4  |

### Playoffs
| Año   | Equipo    | PJ | PT | MPP  | %TC  | %3P  | %TL  | RPP | APP | ROB | TPP | PPP |
| ----- | --------- | -- | -- | ---- | ---- | ---- | ---- | --- | --- | --- | --- | --- |
| 1993  | Phoenix   | 24 | 0  | 21.4 | .587 | .000 | .564 | 5.2 | 2.1 | .9  | 2.5 | 7.2 |
| 1994  | Phoenix   | 10 | 4  | 14.6 | .593 | —    | .429 | 4.4 | 1.3 | .6  | 1.2 | 3.5 |
| 2000  | Phoenix   | 7  | 0  | 5.3  | .222 | .000 | .500 | 1.1 | .1  | .0  | .3  | .9  |
| 2004  | Minnesota | 8  | 0  | 3.9  | .250 | —    | .500 | .6  | .1  | .0  | .4  | .4  |
| Total | Total     | 49 | 4  | 14.8 | .559 | .000 | .544 | 3.7 | 1.3 | .6  | 1.6 | 4.4 |

## Vida personal
Oliver tuvo dos hijos y una hija. Desde su retirada, en septiembre de 2020, vivió en Phoenix, dedicando su tiempo a participar en campamentos de baloncesto y a jugar con sus nietos.
En abril de 2011, fue acusado de golpear con una pistola a un hombre durante un altercado en una barbacoa en Arnold (Maryland). Fue detenido y acusado de agresión en primer y segundo grado, imprudencia temeraria, posesión de un arma de fuego, uso de un arma de fuego en un delito violento, posesión de un arma de fuego en un vehículo y alteración del orden público, entre otros cargos. El 1 de noviembre de 2011, se declaró culpable en el tribunal del condado de Anne Arundel de agresión en primer grado y posesión de un arma de fuego. Fue condenado el 3 de febrero de 2012 a un año en la cárcel (una pena de cinco años con cuatro en suspenso), seguida de cinco años de libertad condicional.
Falleció de cáncer el 12 de marzo de 2025 a los 54 años.